# Jotus debilis
Jotus debilis là một loài nhện trong họ Salticidae.
Loài này thuộc chi Jotus. Jotus debilis được Ludwig Carl Christian Koch miêu tả năm 1881.